# Westmolo
Westmolo (indonesisch Molo Barat, auch Mollo Barat) ist ein indonesischer Distrikt (Kecamatan) im Westen der Insel Timor.

## Geographie
| „Dorf“ (Desa) | Verwaltungssitz | Fläche    | Einwohner | Bevölkerungs- dichte |
| ------------- | --------------- | --------- | --------- | -------------------- |
| Besana        | Besana          | 11,39 km² | 1.450     | 127                  |
| Fatukoko      | Nunbaki         | 21,27 km² | 1.072     | 50                   |
| Koa           | Koa             | 42,67 km² | 2.316     | 54                   |
| Salbait       | Salbait         | 54,64 km² | 1.521     | 28                   |
| Oeuban        | Oeuban          | 35,17 km² | 1.485     | 42                   |

Der Distrikt befindet sich im Westen des Regierungsbezirks Südzentraltimor (Timor Tengah Selatan) der Provinz Ost-Nusa-Tenggara (Nusa Tenggara Timur). Im Norden liegen die Distrikte Nunbena und Nordmolo (Molo Utara) und  im Osten Zentralmolo (Molo Tengah), Südmolo (Molo Selatan) und Batu Putih. Im Westen grenzt Westmolo an den Regierungsbezirk Kupang mit seinem Distrikt Takari.
Westmolo hat eine Fläche von 165,14 km² und teilt sich in die fünf Desa Besana, Fatukoko, Koa, Salbait und Oeuban. Die Desas teilen sich wiederum in zehn Dusun (Unterdörfer). Der Verwaltungssitz befindet sich in Salbait. Koa liegt auf einer Meereshöhe von 246 m, Oeuban befindet sich auf 597 m. Das tropische Klima teilt sich, wie sonst auch auf Timor, in eine Regen- und eine Trockenzeit.

## Flora
Im Distrikt finden sich unter anderem Vorkommen von Kokospalmen und Cashewnussbäumen.

## Einwohner

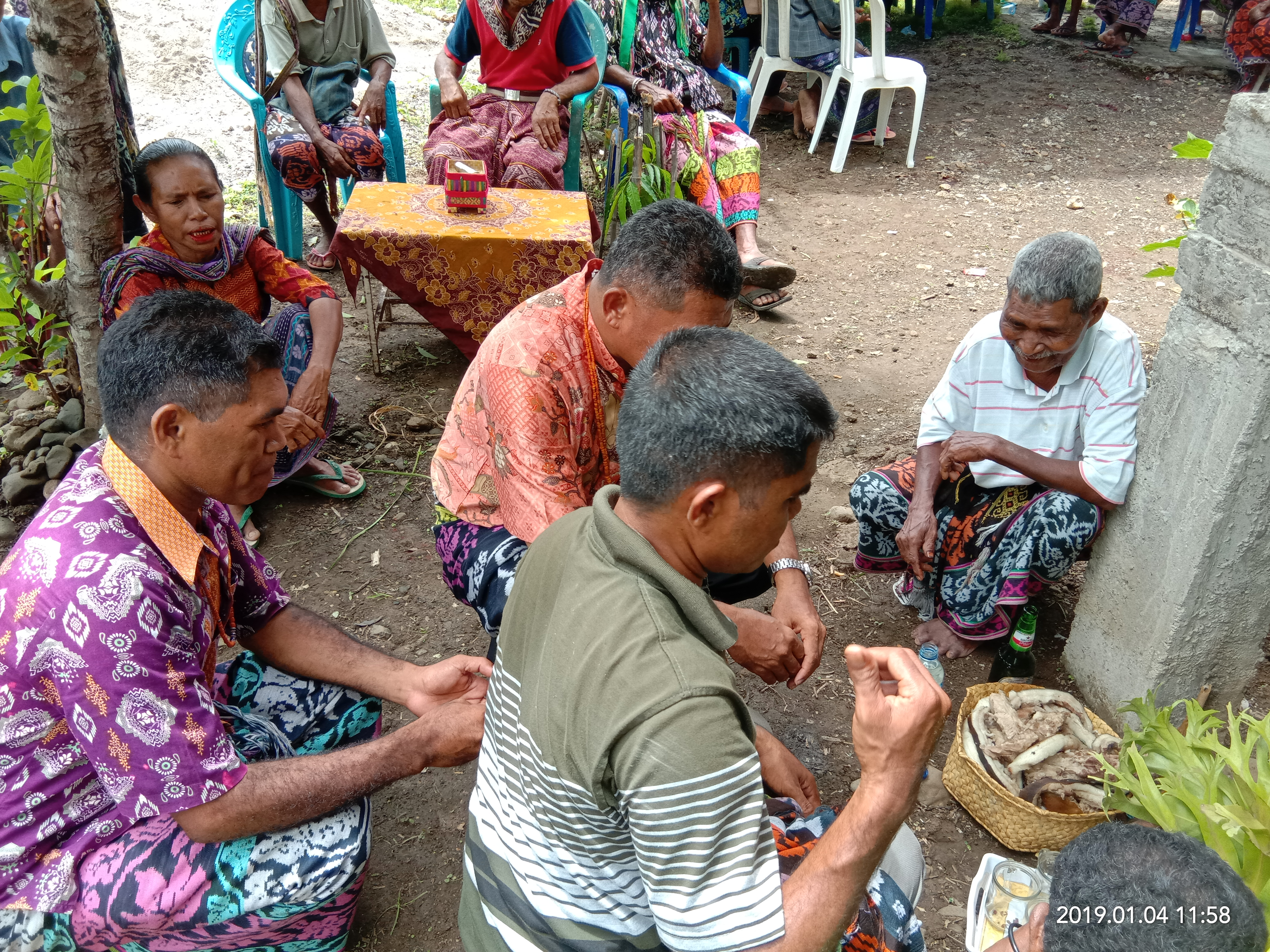
Einwohner von Koa

2017 lebten in Westmolo 7.844 Einwohner in 1.987 Haushalten. 3.910 waren Männer, 3.934 Frauen. Die Bevölkerungsdichte lag bei 47 Personen pro Quadratkilometer. Im Distrikt gab es sechs katholische und 22 protestantische Kirchen und Kapellen.

## Wirtschaft, Infrastruktur und Verkehr
Die meisten Einwohner des Distrikts leben von der Landwirtschaft. Als Haustiere werden Rinder (1.150), Pferde (fünf), Büffel (80), Schweine (5.763), Ziegen (383), Enten (35) und Hühner (11.243) gehalten. Auf 384 Hektar wird Mais angebaut, auf 928 Hektar Reis, auf 137 Hektar Maniok, auf fünf Hektar Süßkartoffeln, auf 472 Hektar Erdnüsse und auf zwei Hektar grüne Bohnen. Weitere landwirtschaftliche Produkte sind Chili, Auberginen, Jackfrüchte, Tangerinen, Guaven, Bananen, Papayas und Sirsak.
In Westmolo gibt es neun Grundschulen und drei Mittelschulen. Zur medizinischen Versorgung stehen ein kommunales Gesundheitszentrum (Puskesmas), zwei medizinische Versorgungszentren (Puskesmas Pembantu) und ein Hebammenzentrum (Polindes) zur Verfügung. Ein Arzt, vier Hebammen und fünf Krankenschwestern sind im Distrikt tätig.